# عين أغبال
عين اغبال قرية تابع لبلدية الشرايع دائرة القل ويغلب عنها الطابع الريفي الزراعي، وهي تابعة لإقليم دائرة القل بولاية سكيكدة وتبعد حوالي 500 كم شرق العاصمة الجزائرية. وهي مدينة ساحلية مطلة على البحر الأبيض المتوسط، وبالتالي فهي تمتاز بمناخ متوسطي أي مناخ حار وساخن صيفاً وغزير الأمطار شتاءً. يبلغ عدد سكانها حوالي 7000 نسمة يمتهنون الفلاحة بشتى أنواعها وتربية الأغنام والأبقار؛ كما تمتاز بغابات كثيفة تكسوها أشجار الفلين.
هاجرت العديد من العائلات إلى فرنسا إبّان الاستقلال عن المستعمر الفرنسي. فيها أقدم مدرسة على مستوى دائرة القل لولاية سكيكدة وهي مدرسة الركيكبة التي أنشئت سنة 1903م. يحدها من الشمال بلدية الشرايع ومن الغرب بلدية بني زيد ومن الشرق أولاد معزوز وبلدية القل.